# Darkstalkers: The Night Warriors
Darkstalkers: The Night Warriors, in Japan uitgebracht als Vampire: The Night Warriors (ヴァンパイア ザ ナイト ウォーリアー, Vanpaia Za Naito Wōriā), is het eerste vechtspel uit de Darkstalkers-franchise. Het spel werd in 1994 ontwikkeld en uitgebracht door Capcom.